# Emily Kay
Emily Kay née le 7 septembre 1995 à bromsgrove, est une coureuse cycliste britannique, qui représente l'Irlande dans les compétitions internationales à partir de 2019. Elle a remporté le championnat du monde de poursuite par équipes juniors en 2013 associée à Amy Hill, Hayley Jones et Emily Nelson, avec qui, elle détient pendant deux ans le record du monde chez les juniors en 4 min 36 s 147.

## Biographie
L'intérêt d'Emily Kay pour le cyclisme a été déclenché lorsqu'elle a vu une photo de Paola Pezzo, double médaillée d'or olympique en VTT, vêtue de rose, à l'âge de cinq ans dans un magazine de cyclisme. Elle a commencé à faire du vélo et elle a remporté de nombreux titres nationaux sur piste chez les jeunes. En 2012, elle contribue à la victoire de Lucy Garner aux championnats du monde sur route juniors (moins de 19 ans).
En 2013, elle devient championne du monde de poursuite par équipes chez les juniors avec Amy Hill, Hayley Jones et Emily Nelson. L'équipe établit un nouveau record du monde junior en 4 minutes 36,147 secondes. Sur l'omnium, elle obtient la médaille de bronze. En 2016, elle devient championne d'Europe de poursuite par équipes espoirs (moins de 23 ans) avec Dannielle Khan, Manon Lloyd et Emily Nelson. Lors de la première manche de la Coupe du monde de cyclisme sur piste 2016-2017 à Glasgow, elle remporte la poursuite par équipes (avec Eleanor Dickinson, Manon Lloyd, Emily Nelson et Dannielle Khan), ainsi que l'omnium avec un point d'avance sur la Belge Lotte Kopecky.
Lors de la saison 2018-2019, elle gagne la poursuite par équipes de la manche de Coupe du monde de Berlin, ainsi que la médaille de bronze du scratch aux Jeux du Commonwealth 2018, où elle représente l'Angleterre.
À l'automne 2019, Emily Kay est passée de la Fédération britannique à irlandaise. Depuis, elle représente l'Irlande lors des compétitions internationales,. En 2021, aux Jeux olympiques de Tokyo, elle se classe treizième de l'omnium et abandonne lors de la course à l'américaine avec Shannon McCurley. Durant cette période, elle rapporte dans une interview avoir souffert de boulimie et de dépression pendant dix ans. En fin d'année, elle obtient la médaille de bronze sur la poursuite par équipes aux championnats d'Europe, avec Mia Griffin, Kelly Murphy et Alice Sharpe. 
En décembre 2023, elle annonce arrêter sa carrière, à 28 ans.

## Palmarès

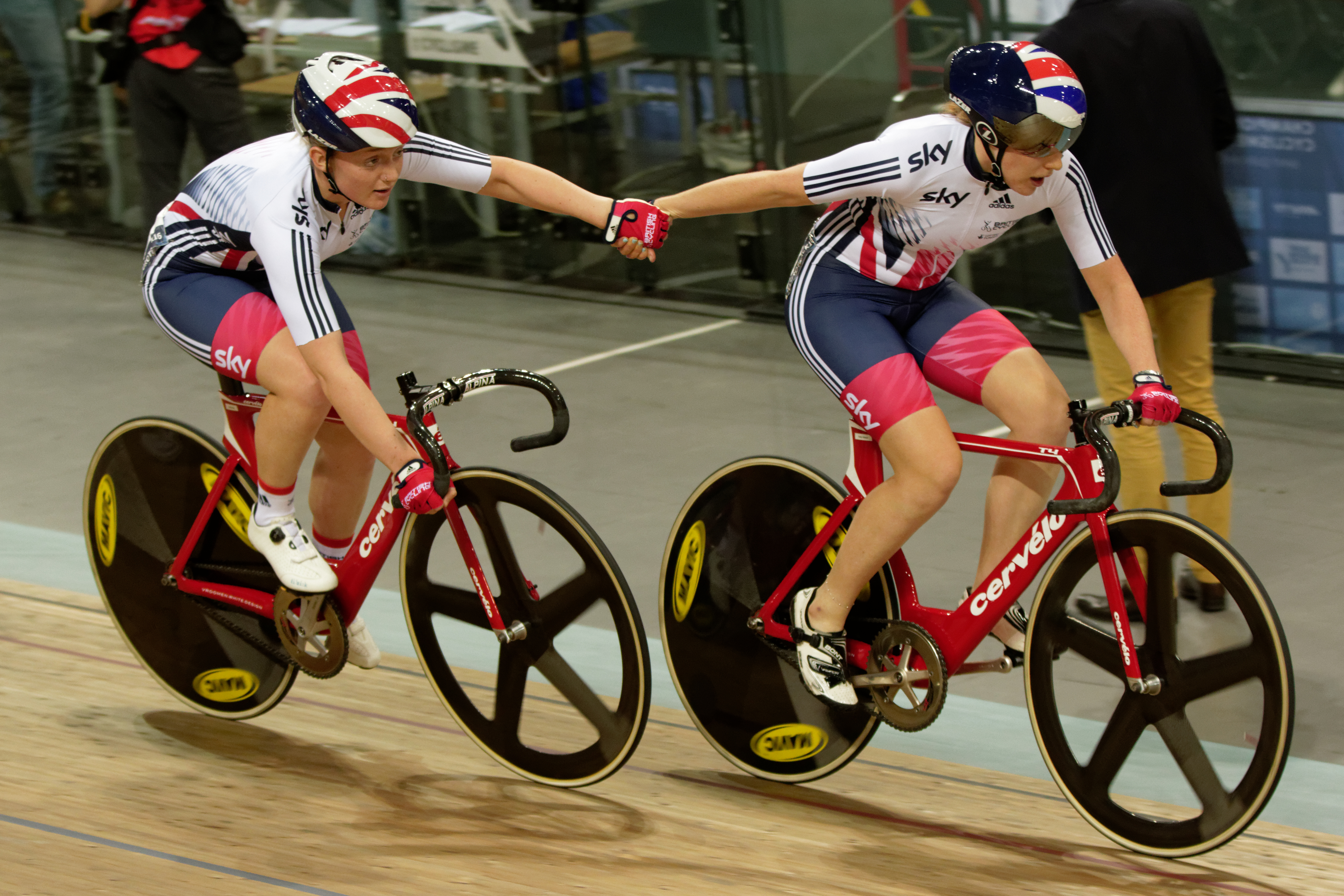
Kay (à gauche) lors d'une course à l'américaine au championnat d'Europe 2016, avec Emily Nelson

### Jeux olympiques
- Tokyo 2020
  - 13e de l'omnium

### Championnats du monde
- Glasgow 2013
  -  Championne du monde de poursuite par équipes juniors (avec Amy Hill, Hayley Jones et Emily Nelson)
  -  Médaillée de bronze de l'omnium juniors

### Jeux du Commonwealth
| Édition / Épreuve | Scratch |
| Gold Coast 2018   | Bronze  |

### Coupe du monde
- 2016-2017 
  - 1re de la poursuite par équipes à Glasgow (avec Eleanor Dickinson, Manon Lloyd, Emily Nelson et Dannielle Khan)
  - 1re de l'omnium à Glasgow
  - 2e de l'omnium à Apeldoorn
- 2017-2018
  - 3e de la poursuite par équipes à Pruszków
- 2018-2019
  - 1re de la poursuite par équipes à Berlin (avec Katie Archibald, Laura Kenny, Emily Nelson et Jessica Roberts)
  - 2e de l'américaine à Saint-Quentin-en-Yvelines
- 2019-2020
  - 3e de l'omnium à Milton

### Ligue des champions
- 2022
  - 1re du scratch à Londres (I)

### Championnats d'Europe
| Édition / Épreuve              | Poursuite par équipes                    | Course à l'américaine | Scratch | Omnium |
| Montichiari 2016 (espoirs)     | Or (avec Nelson, Khan et Lloyd)          |                       |         | Bronze |
| Saint-Quentin-en-Yvelines 2016 | Bronze                                   | Argent                |         |        |
| Berlin 2017                    | Argent (avec Archibald, Barker et Lloyd) |                       |         |        |
| Glasgow 2018                   |                                          |                       | Argent  |        |
| Granges 2021                   | Bronze (avec Griffin, Murphy et Sharpe)  |                       |         |        |
| Munich 2022                    |                                          |                       | 9e      | 10e    |

### Championnats nationaux
- Championne de Grande-Bretagne de poursuite par équipes en 2012